# Campionato sudamericano femminile di pallavolo 2021
Il campionato sudamericano femminile di pallavolo 2021 si è svolto dal 15 al 19 settembre 2021 a Barrancabermeja, in Colombia: al torneo hanno partecipato cinque squadre nazionali sudamericane e la vittoria finale è andata per la ventiduesima volta, la quattordicesima consecutiva, al Brasile.

## Impianti
|                                                                                             |  |  |
|                                                                                             |  |  |
| Coliseo Luis Fernando Castellanos Città: Barrancabermeja Capienza: 7 000 Anno d'apertura: - |  |  |

## Regolamento

### Formula
La formula ha previsto un girone all'italiana.

### Criteri di classifica
Se il risultato finale è stato di 3-0 o 3-1 sono stati assegnati 3 punti alla squadra vincente e 0 a quella sconfitta, se il risultato finale è stato di 3-2 sono stati assegnati 2 punti alla squadra vincente e 1 a quella sconfitta.
L'ordine del posizionamento in classifica è stato definito in base a:
- Numero di partite vinte;
- Punti;
- Ratio dei set vinti/persi;
- Ratio dei punti realizzati/subiti;
- Risultati degli scontri diretti.

## Squadre partecipanti
| Squadra   | Qualificazione      | Ultima partecipazione |
| --------- | ------------------- | --------------------- |
| Argentina | -                   | Colombia 2019         |
| Brasile   | -                   | Colombia 2019         |
| Cile      | -                   | Colombia 2017         |
| Colombia  | Paese organizzatore | Colombia 2019         |
| Perù      | -                   | Colombia 2019         |

## Torneo

### Risultati
| 15 settembre 2021 Coliseo Castellanos, Barrancabermeja Durata: ? - Spettatori: ? | Perù      | 0 - 3 | Brasile   | 17-25, 23-25, 18-25        |
| 15 settembre 2021 Coliseo Castellanos, Barrancabermeja Durata: ? - Spettatori: ? | Cile      | 0 - 3 | Colombia  | 20-25, 13-25, 12-25        |
| 16 settembre 2021 Coliseo Castellanos, Barrancabermeja Durata: ? - Spettatori: ? | Brasile   | 3 - 1 | Argentina | 23-25, 25-13, 25-14, 25-16 |
| 16 settembre 2021 Coliseo Castellanos, Barrancabermeja Durata: ? - Spettatori: ? | Colombia  | 1 - 3 | Perù      | 22-25, 25-19, 21-25, 20-25 |
| 17 settembre 2021 Coliseo Castellanos, Barrancabermeja Durata: ? - Spettatori: ? | Brasile   | 3 - 0 | Cile      | 25-11, 25-19, 25-14        |
| 17 settembre 2021 Coliseo Castellanos, Barrancabermeja Durata: ? - Spettatori: ? | Perù      | 0 - 3 | Argentina | 18-25, 17-25, 22-25        |
| 18 settembre 2021 Coliseo Castellanos, Barrancabermeja Durata: ? - Spettatori: ? | Cile      | 0 - 3 | Perù      | 20-25, 16-25, 21-25        |
| 18 settembre 2021 Coliseo Castellanos, Barrancabermeja Durata: ? - Spettatori: ? | Argentina | 1 - 3 | Colombia  | 20-25, 25-15, 25-27, 23-25 |
| 19 settembre 2021 Coliseo Castellanos, Barrancabermeja Durata: ? - Spettatori: ? | Argentina | 3 - 0 | Cile      | 25-19, 25-5, 25-22         |
| 19 settembre 2021 Coliseo Castellanos, Barrancabermeja Durata: ? - Spettatori: ? | Colombia  | 3 - 1 | Brasile   | 25-19, 25-23, 24-26, 25-23 |

### Classifica
| Pos. | Squadra   | Pt | G | V | P | SV | SP | Ratio | PF  | PS  | Ratio |
| ---- | --------- | -- | - | - | - | -- | -- | ----- | --- | --- | ----- |
| 1.   | Brasile   | 9  | 4 | 3 | 1 | 10 | 4  | 2,500 | 339 | 269 | 1,260 |
| 2.   | Colombia  | 9  | 4 | 3 | 1 | 10 | 5  | 2,000 | 354 | 323 | 1,095 |
| 3.   | Argentina | 6  | 4 | 2 | 2 | 8  | 6  | 1,333 | 311 | 293 | 1,061 |
| 4.   | Perù      | 6  | 4 | 2 | 2 | 6  | 7  | 0,857 | 284 | 295 | 0,962 |
| 5.   | Cile      | 0  | 4 | 0 | 4 | 0  | 12 | 0,000 | 192 | 300 | 0,640 |

## Classifica finale
| Pos | Squadra   | Rosa |
| --- | --------- | --- |
|     | Brasile   | Formazione: 2 Gattaz, 3 de Araújo, 6 Costa, 7 Montibeller, 8 Carneiro, 9 Ratzke, 10 G. Guimarães, 11 Caixeta, 12 Pereira, 15 da Silva, 16 A. de Souza, 17 Clemente, 18 M. de Souza, 20 Corrêa, CT: J. Guimarães |
|     | Colombia  | Formazione: 1 Mosquera, 2 Soto, 3 Segovia, 5 Olaya, 6 Carabalí, 7 Grajales, 10 Toro, 12 Montaño, 13 Gómez, 14 Velásquez, 15 Marín, 16 Rangel, 19 Martínez, 20 Coneo, 25 Guerrero, CT: Rizola                    |
|     | Argentina | Formazione: 2 Germanier, 4 Bulaich, 6 Salinas, 8 Churin, 10 Sosa, 11 Cugno, 12 Rizzo, 13 Farriol, 14 Mayer, 15 Holzmaisters, 16 Mercado, 18 Cossar, 19 Graff, 20 Pelozo, CT: Ferraro                            |
| 4.  | Perù      | Formazione: 2 de la Peña, 3 Rodríguez, 4 Lobatón, 6 Guerrero, 7 Magallanes, 8 Frías, 9 Regalado, 10 Patiño, 11 Yllescas, 15 Ortiz, 17 Montes, 18 Gómez, 19 Almeida, 21 Sánchez, CT: Hervás                      |
| 5.  | Cile      | Formazione: 2 Donoso, 4 Novoa, 5 Salinas, 7 Ohlsson, 8 Badilla, 9 Canedo, 10 Mendoza, 12 Gómez, 14 Nuñez, 15 Schwartzman, 17 Chirinos, 27 Castillo, CT: -                                                       |

|  |  | Qualificata al campionato mondiale 2022. |

## Premi individuali
| Premio                 | Nome                  | Squadra   |
| ---------------------- | --------------------- | --------- |
| MVP                    | Gabriela Guimarães    | Brasile   |
| Miglior palleggiatrice | Maria Alejandra Marín | Colombia  |
| Miglior opposto        | Ana Cristina de Souza | Brasile   |
| Miglior schiacciatrice | Amanda Coneo          | Colombia  |
| Miglior schiacciatrice | Daniela Bulaich       | Argentina |
| Miglior centrale       | Yeisy Soto            | Colombia  |
| Miglior centrale       | Ana Carolina da Silva | Brasile   |
| Miglior libero         | Tatiana Rizzo         | Argentina |